# Ґрудек (Куявсько-Поморське воєводство)
Ґрудек (пол. Gródek) — село в Польщі, у гміні Джицим Свецького повіту Куявсько-Поморського воєводства.
Населення — 1183 особи (2011).
У 1975-1998 роках село належало до Бидгощського воєводства.

## Демографія
Демографічна структура станом на 31 березня 2011 року:
|          | Загалом | Допрацездатний вік | Працездатний вік | Постпрацездатний вік |
| -------- | ------- | ------------------ | ---------------- | -------------------- |
| Чоловіки | 620     | 123                | 451              | 46                   |
| Жінки    | 563     | 103                | 353              | 107                  |
| Разом    | 1183    | 226                | 804              | 153                  |